# برنارد تومیک
 برنارد تومیک (کرواتی: Bernard Tomić؛ زادهٔ ۲۱ اکتبر ۱۹۹۲) یک تنیس‌باز اهل استرالیا است.